# Universidad de la Suiza Italiana
La Universidad de la Suiza Italiana (en italiano: Università della Svizzera italiana) es una universidad pública fundada en 1996, con sedes en Lugano y Mendrisio, en el sur del país europeo de Suiza. La USI tiene cuatro facultades (escuelas), y sigue la norma europea de los estudios universitarios de tres años y maestría de dos años (en italiano o en inglés).
La Universidad de Lugano ofrece programas de educación de negocios en los idiomas italiano e inglés. Los programas se clasifican a nivel de pregrado y postgrado, así como programas de doctorado. Se proponen los programas de pregrado y postgrado en muchas disciplinas, como la banca y las finanzas, el turismo internacional, mercadeo, informática, filosofía (Master in Philosophy), economía, arquitectura, ciencias de la comunicación, por citar algunos. La Universidad de Lugano también ofrece un programa de doctorado en informática, economía y ciencias de la comunicación .
El campus Lugano se desarrolló alrededor del hospital de la ciudad existente alrededor del año 1996. Varios edificios adicionales se han añadido, más notablemente el de Informática (2007), el aula Magna, la Biblioteca y el laboratorio.